# Johann Christian von Quistorp

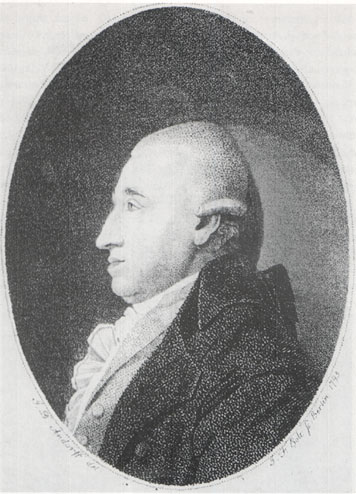
Johann Christian Quistorp

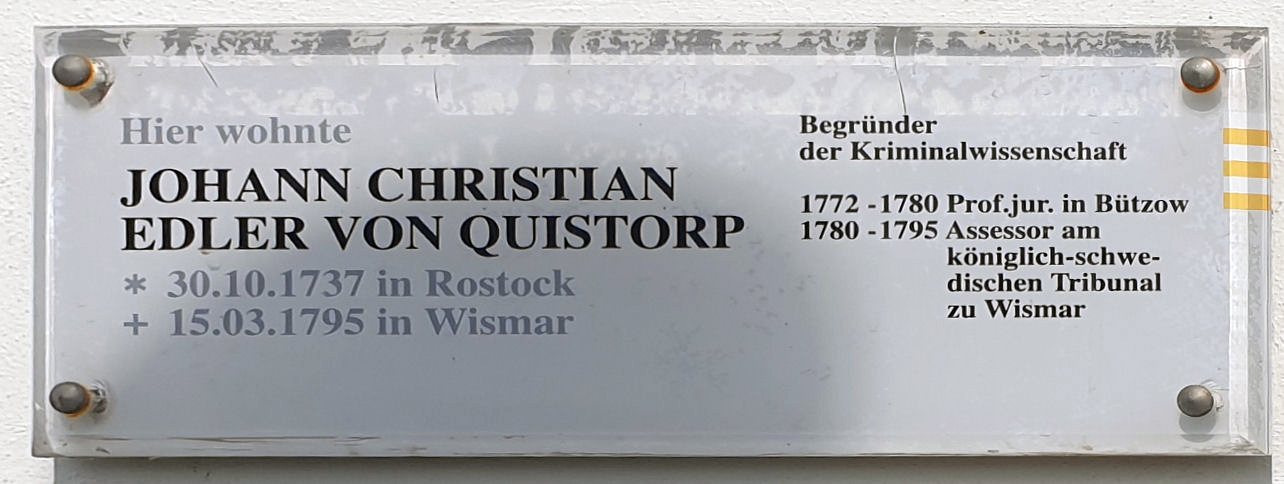
Gedenktafel am Haus, Am Markt 23, in Wismar

Johann Christian Edler von Quistorp (* 30. Oktober 1737 in Rostock; † 15. März 1795 in Wismar) war Juraprofessor in Rostock, zweimaliger Rektor der Universität Bützow und mecklenburgischer Strafrechtsgelehrter.

## Leben
Johann Christian Quistorp entstammte der Gelehrtenfamilie Quistorp. Sein Vater Johann Bernhard Quistorp (1692–1761), Professor der Medizin und Stadtphysikus in Rostock, ließ seinen 7-jährigen Sohn bereits im Februar 1745 mit dem Vermerk „filii mei“ immatrikulieren, ein für die damalige Zeit nicht unüblicher Vorgang. 1754 nahm Quistorp schließlich das Studium der Rechtswissenschaften an der Universität Rostock auf. 1759 wurde er mit der Dissertation „Utrum unus testis faciat torturae locum?“ zum Doktor der Rechte promoviert.
Neben seiner anschließenden Lehrtätigkeit als Privatdozent an der Universität Rostock arbeitete Quistorp als Advokat in Rostock. Seinen zahlreichen Schriften und strafrechtlichen Hauptwerken sowie der Tätigkeit als Kirchenrechtler verdankte Quistorp 1772 die Berufung zum Professor der Jurisprudenz an die fürstliche Universität Bützow. 1775 erhielt Quistorp vom Herzog Friedrich von Mecklenburg-Schwerin den Auftrag, ein Kriminalgesetzbuch zu erarbeiten, an welchem er bis 1777 arbeitete und welches letztendlich in ein Strafgesetzbuch umgesetzt wurde.
1776 wurde Quistorp erstmals zum Rektor der fürstlichen Universität Bützow gewählt, ein zweites Rektorat folgte im Jahre 1778/1779. 1780 erhielt Quistorp den Titel eines königlich-schwedischen Oberappellationsgerichtsrates und wurde Beisitzer, ab 1780 Rat am Wismarer Tribunal, dem obersten Gerichtshof der schwedischen Territorien im Heiligen Römischen Reich. So wird die Abschaffung der Patrimonialgerichtsbarkeit im Herzogtum Mecklenburg-Schwerin während dieser Zeit auf ihn zurückgeführt. 1792 wurde Quistorp aufgrund seiner zahlreichen Verdienste in den Adelsstand erhoben. Drei Jahre später starb er in Wismar.
Johann Christian Quistorp heiratete am 28. April 1773 Christine Wilhelmine Burgmann, eine Tochter des Rostocker Bürgermeisters Dr. (Johann) Georg Burgmann. Er war durch die Heirat der Schwager der Rostocker Professoren Heinrich Valentin Becker, Jakob Friedrich Rönnberg und Walter Vincent Wiese.

## Werke
Sein Hauptwerk „Grundsätze des Teutschen Peinlichen Rechts“ trug bereits deutliche aufklärerische und reformorientierte Züge, indem etwa neben Leibes- und Lebensstrafen mit Haft- und Arbeitsstrafen neue Bußregelungen konzipiert wurden und die Folter als Mittel der Wahrheitsfindung abgelehnt wurde.
- Utrum unus testis faciat torturae locum? 1759.
- Grundsätze des Teutschen Peinlichen Rechts. 1770.
- Versuch einer richtigen Bestimmung des Verhältnisses der gemeinen in Deutschland üblichen Strafen gegen einander. 1778.